# Princess (альбом Марьяны Ро)
Princess (с англ. — «Принцесса») — дебютный студийный альбом российского видеоблогера и певицы Марьяны Ро.

## Описание
Первый студийный альбом Марьяны Ро был выпущен 24 мая 2019 года. Пластинка содержит в себе 8 музыкальных композиций, общая длительность которых составляет 22 минуты. Два трека, а именно «Помоги мне» и «Surprise», были выпущены ранее как синглы 7 декабря 2018 года и 25 января 2019 года соответственно.

## Список композиций
| №                   | Название            | Длительность |
| ------------------- | ------------------- | ------------ |
| 1.                  | «Surprise»          | 2:00         |
| 2.                  | «Снег»              | 3:04         |
| 3.                  | «Ливни»             | 3:27         |
| 4.                  | «Пох»               | 2:51         |
| 5.                  | «Swipe»             | 2:32         |
| 6.                  | «Шоколад»           | 2:55         |
| 7.                  | «Не вини его»       | 2:18         |
| 8.                  | «Помоги мне»        | 3:44         |
| Общая длительность: | Общая длительность: | 22:51        |

## Оценки
| Оценки критиков | Оценки критиков |
| Источник        | Оценка          |
| --------------- | --------------- |
| InterMedia      | [ 7 ] [ 10 ]    |

### InterMedia
Информационное агентство InterMedia в своей рецензии на альбом сравнивает авторитеты нынешней молодёжи и молодёжи восьмидесятых годов, приводя в пример рок-направление того времени в лице Виктора Цоя и Константина Кинчева. По мнению Алексея Мажаева, одного из редакторов портала InterMedia, кинорежиссёры поддались всеобщему настроению, возводившему рокеров в ранг «суперталантливых сверхлюдей, которым всё подвластно», поэтому было снято несколько картин, главные роли которых исполнили видные деятели рок-сцены того времени. Так, Цой сыграл главную роль в фильме «Игла», а Кинчев — в картине «Взломщик». По мнению Мажаева, эти кинопроизведения стали очень известны: «Хайпу, как бы сейчас сказали, было много, рекламы тоже: если полистать прессу тех лет, можно подумать, что эти фильмы были главными кинособытиями эпохи», однако он также считает, что «кинематографисты всего лишь эксплуатировали раскрученные лица».
Мажаев также считает, что в настоящее время отношение к музыкантам стало гораздо менее восторженным. Он уверен, что сейчас российская молодёжь следует за видеоблогерами, которые «могут всё: читать рэп, сниматься в кино, вести телепрограммы, выпускать музыкальные альбомы… Поклонники и продюсеры абсолютно уверены, что сверхлюди, способные собрать миллионы фолловеров, талантливы в любой области».
Мажаев не зря сравнивает музыкальную культуру тех лет и настоящего времени. Он считает, что сейчас «повторяется давняя история с рокерами», говоря о том, что известность нынешних видеоблогеров сравнима с известностью рок-певцов того времени.
Плавно перейдя к оценке треков альбома Рожковой, Мажаев описывает пластинку и её композиции так:

Как говорится в аннотации, «дебютный альбом Марьяны Ро „Princess“ призван показать — Марьяна не только принцесса блогеров, но вскоре станет и принцессой музыкальной сцены». Станет принцессой или нет, говорить рано, но пластинку можно попробовать послушать, даже если ты не являешься одним из 14 миллионов подписчиков девушки в соцсетях. Тут, главное, не выключить после первой песни «Surprise» — приторного R’n’B с текстом от лица гламурной кисы, собирающей лайки. Но уже во втором треке «Снег» появляются мелодия и ирония, а в «Ливнях» есть проникновенный поп-припев, в котором Марьяна Ро демонстрирует приятный тембр и искренний интерес к музыке как таковой. В следующем номере «Пох» артистка возвращается к молодёжной лексике, а в треке «Swipe» довольно неожиданно доказывает, что блогерская тематика может совмещаться с наличием неплохого мотива.